# Машковце
Машковце (слч. Maškovce) насељено је мјесто са административним статусом сеоске општине (слч. obec) у округу Хумење, у Прешовском крају, Словачка Република.

## Становништво
| Година:    | 1994. | 2004.    | 2014.   | 2024.   |
| ---------- | ----- | -------- | ------- | ------- |
| Број људи: | 53    | 60       | 56      | 58      |
| Разлика:   |       | +13,20 % | -6,66 % | +3,57 % |

| Година:    | 2023. | 2024.   |
| ---------- | ----- | ------- |
| Број људи: | 56    | 58      |
| Разлика:   |       | +3,57 % |

Према подацима о броју становника из 2024. године насеље је имало 58 становника.